# Jérôme Lambert (homme politique)
Pour les articles homonymes, voir Lambert, Jérôme Lambert et Famille Mitterrand.
Jérôme Lambert, né le 7 juin 1957 à Vincennes (Val-de-Marne), est un homme politique français, député rattaché au Parti socialiste.
Plus jeune parlementaire de France lors de sa première élection en 1986 à l'âge de 28 ans, il occupe le siège de député de la Charente jusqu'en 1993, puis sans discontinuer depuis 1997, ensuite réélu à quatre reprises jusqu'en 2022.

## Biographie

### Origines familiales et vie personnelle
Jérôme Lambert fait partie de la famille Mitterrand, étant petit-neveu de l'ancien président de la République française François Mitterrand et du général Jacques Mitterrand. Sa mère, Brigitte Landry, épouse Lambert, est la fille de Colette Mitterrand épouse Landry (1914-2004), sœur aînée de François Mitterrand, et donc cousine germaine de Frédéric Mitterrand, ancien ministre de la Culture. Colette Landry, grand-mère de Jérôme Lambert, reste propriétaire de la maison familiale de Jarnac jusqu'à son décès ; la propriété est ensuite rachetée par la ville de Jarnac en 2005, puis cédée à l'Institut François-Mitterrand en 2011.
Jérôme Lambert signale avoir adhéré au Parti socialiste à l'âge de 15 ans, ce qui aurait suscité le scepticisme de son grand-oncle alors premier secrétaire du Parti. Il indique avoir été à la fois influencé par le futur Président, qu'il a notamment fréquenté lors des congés familiaux à Hossegor, et en désaccord avec lui. Il décrit son parent comme un « grand homme » s'étant laissé « griser par le pouvoir ».
Animateur du Mouvement motard, dès 1977, porte-parole du Comité de lutte des motards de la Bastille, il participe à la création de la Fédération française des motards en colère (FFMC), en 1979, dont il fut le premier directeur des publications.

### Formation
Il suit ses études secondaires à Angoulême (collège privé Saint-Paul puis lycée Guez-de-Balzac), puis au lycée Balzac de Paris. Diplômé de l'université Panthéon-Sorbonne en maitrise de droit des affaires, il a suivi des études de science politique à Paris. Il est également diplômé de l'Institut des Hautes Études de la Sécurité Intérieure (11e session), diplômé du Centre des Hautes Études de l'Armement (37e session) et de l'Institut des hautes études de Défense nationale (58e session).

## Carrière politique

### Débuts
Adhérent de la Jeunesse étudiante chrétienne, dès l'âge de 13 ans, il adhère au Parti socialiste en 1972, à l'âge de 15 ans. Il est membre du Secrétariat national des Jeunesses socialistes. Il affirme dans sa jeunesse avoir « [cassé] la gueule aux fachos » en compagnie de ses « copains d'extrême-gauche ». En 1976, il est permanent du Comité pour l'organisation du syndicat des étudiants de France, créé par le Parti socialiste pour contrebalancer l'UNEF, jugée trop marxiste par la direction du parti.
Son engagement électoral commence en 1983 avec son élection au conseil municipal de Jarnac, ville natale de François Mitterrand. Deux ans plus tard, il est candidat aux élections cantonales, mais est battu par le maire UDF de Jarnac.

### Député de la Charente
Il est élu député, benjamin de l'Assemblée Nationale, le 19 mars 1986 au scrutin proportionnel départemental, puis en 1988, 1997, 2002, 2007, 2012 et 2017 dans la troisième circonscription de la Charente. Membre du groupe socialiste, il siège au sein du groupe RRDP (Radicaux républicains démocrates et progressistes) à compter de mars 2014 après avoir démissionné du groupe SRC (socialiste). En 2017, il rejoint à nouveau le groupe socialiste. Son secrétariat parlementaire se trouve à Juillé.
À l'Assemblée, il est rapporteur budgétaire de la commission des Lois (1990-1993 puis 1997-2002) pour les départements d'outre-mer, puis pour l'Administration Générale et Territoriale de l'État (2007-2012). Il est également rapporteur du budget « action extérieure de l'État » à la commission des Finances (2012-2014) et vice-président de la commission des Affaires européennes (2010-2017). Membre de la commission des Affaires étrangères et de la commission des Affaires européennes, il est aussi membre de l'Assemblée parlementaire du Conseil de l’Europe.
Colonel de la réserve citoyenne de la Gendarmerie nationale, il crée et préside à compter de 2007 le groupe d’études des réservistes citoyens de l'Assemblée nationale.
En 2014, il décide de quitter le groupe socialiste de l'assemblée et rejoint les radicaux. Après sa réélection en 2017, il rejoint à nouveau le groupe socialiste. En avril 2018, sur 400 scrutins publics qui se sont déroulés à l'Assemblée, il est le député du groupe qui a le moins souvent voté en accord avec le groupe LREM.
Juste après les révélations liées à l'affaire Fillon, la Charente Libre révèle que le travail de son épouse et assistante parlementaire est introuvable.
Justifiant ses prises de position parfois divergentes de son groupe parlementaire, il déclare en 2017 refuser de « se cantonner dans un rôle de député presse-bouton, comme 80 % des parlementaires », estimant que cette prise d'autonomie demande « un certain temps ». Sur la mandature 2012-2017, il précise alors avoir approuvé une centaine des 150 textes de la majorité, pour 35 abstentions et une quinzaine d'oppositions. Il qualifie le PS de « parti d'apparatchik », tout en reconnaissant ne pas savoir où aller d'autre.
Aux élections législatives de 2022, il est investi par la Nouvelle Union populaire écologique et sociale. Du fait de prises de position antérieures de l'intéressé, cette désignation suscite la désapprobation de militants LGBT,, de La France insoumise et d'Europe Écologie Les Verts. Sandrine Rousseau, écologiste également candidate de l'union, oppose un « Not in my name » à cette investiture. Il n'est finalement pas investi par le PS. Plusieurs élus et candidats de gauche font partie des 600 signataires d’une tribune publiée début mai par Têtu contre son investiture pour un huitième mandat dans le cadre de la Nouvelle Union populaire écologique et sociale. Obtenant 17,92 % des suffrages, il est battu dès le premier tour.
En juin 2024, il sollicite une investiture au titre de l'union de la gauche pour les élections législatives anticipées. Celle-ci échoit toutefois à la maire PS de Chirac, Virginie Lebraud.

### Autres activités politiques
Permanent du Parti socialiste, à partir de 1977, il fut délégué général du Parti socialiste, responsable des Fédérations et du Contentieux, puis des Élections, jusqu'en 1997, à ce titre il a été le collaborateur de nombreux dirigeants socialistes, dont Louis Mermaz, Paul Quilès, Marcel Debarge, Bertrand Delanoë, Daniel Vaillant et Jean-Pierre Bayle.
Fin 2002, il est co-signataire d'un appel de dix députés PS à « dépasser les vieux clivages » au sein du parti, en soutien à Arnaud Montebourg,.
Il a été vice-président du Mouvement européen-France, en 2010, aux côtés de Christian Philip.

## Prises de position et controverses

### Exil fiscal de Gérard Depardieu
En décembre 2012, il demande la confiscation des biens de Gérard Depardieu à la suite de la décision de celui-ci de quitter la France pour la Belgique pour ne pas avoir à payer « 85 % d'impôts ». Sa réaction déclenche une forte polémique,.

### Mariage pour tous
Déclarant avoir voté « des deux mains » la loi instituant le Pacte civil de solidarité, Jérôme Lambert se démarque en janvier 2013 en exprimant son opposition au projet de loi ouvrant le mariage aux couples de personnes de même sexe et annonce qu'il votera contre ce projet. S'il fait état d'un accord avec l'idée du mariage et de l'adoption, il défend le principe d'une filiation ne découlant que d'un seul des deux parents.
Il déclare alors que « Ce n'est pas l'élection du président de la République qui fait la loi, c'est l'Assemblée nationale. Quand j'entends dire que les Français ont tranché le 6 mai, je dis non. Avoir voté comme moi pour François Hollande ne signifie pas forcément être d'accord avec toutes les propositions du candidat. Parmi ses soixante propositions, trois ou quatre me dérangeaient, en particulier celle du « mariage pour tous ». [...] Dans mon environnement charentais, cela fait des mois que je parle de mes doutes sur cette reforme. Quand je m'adresse à des gens de gauche, plus de 80 % comprennent les raisons pour lesquelles je redoute les conséquences du « mariage homosexuel » ; 99 % des commentaires que je reçois par mail ou par courrier me sont favorables ! [...] Je n'admets pas dans ce projet de loi son impact sur la filiation : je refuse de donner à des enfants une double filiation paternelle ou une double filiation maternelle. Je crois que la loi peut corriger les erreurs ou les excès de la nature, sinon ce serait la loi de la jungle. Mais la loi ne peut pas changer la nature d'un homme et d'une femme. ». Le 12 février 2013, il fait partie des 4 députés du groupe socialiste ayant voté contre le projet de loi ouvrant le mariage aux couples de même sexe.
Il soutient la Manif pour tous en 2013 et 2014, expliquant notamment que « la filiation, c'est mâle et femelle », et s'oppose à la réforme des rythmes scolaires. Prenant acte de ces divergences, il quitte le groupe PS pour le groupe des radicaux en mars 2014.

### Positions favorables au régime syrien
En 2015, il participe à un voyage privé en Syrie aux côtés de deux autres parlementaires de gauche, Gérard Bapt et Christian Hutin, et le député UMP  Jacques Myard. Estimant que Daech est « l'ennemi commun » de la Syrie et de la France, il motive ce déplacement par la nécessité de « [se] rendre compte par [lui-même] de la situation ». Cette initiative est cependant désavouée par le ministère des Affaires étrangères et par le président de l'Assemblée, Claude Bartolone, car les relations diplomatiques avec le régime syrien sont en effet coupées depuis les crimes commis à l'encontre des civils au printemps 2011, d'autant que les élus « ne cachent pas leur soutien au régime de Bachar el-Assad ». Pendant leur séjour, les élus rencontrent notamment Bachar el-Assad et le Grand Mufti Ahmed Badreddin Hassoun,,.

### Liens avec la Russie
En 2016, il accompagne en Crimée des députés de droite, dont Thierry Mariani, lequel venait d'appeler la France à reconnaître l'annexion russe de la péninsule. Jérôme Lambert déclare alors que les habitants de la Crimée « sont manifestement heureux d’avoir pu rejoindre la Russie ». Ce déplacement fait suite à un premier voyage l'année précédente, qui avait suscité le mécontentement de plusieurs élus.
Jérôme Lambert participe également à des missions en tant qu'« observateur », d'abord de l'élection présidentielle russe de 2018 en compagnie de députés RN, également désignés « observateurs internationaux », puis du scrutin législatif organisé en Crimée par la Russie en septembre 2021, toujours aux côtés de personnalités d'extrême-droite,.
Il rejette cependant toute sympathie pour le gouvernement de Vladimir Poutine : « Je pense que Poutine est un autocrate, quelqu’un qui dirige de manière très autoritaire son pays, avec information très contrôlée. C'est parce qu'il exerce une pression incroyable sur l'information qu'il est réélu. Mais pour le savoir, il faut aller sur place, lire les journaux ça ne suffit pas ».

### Réseau d'influence de l'Azerbaïdjan
Jérôme Lambert est président de l'Association des amis de l'Azerbaïdjan, un groupe faisant partie de la stratégie d'influence de l'Azerbaïdjan en France. Après la guerre du Haut-Karabagh en septembre 2023 qui mène à la dissolution de la république autoproclamée du Haut-Karabagh et au déplacement forcé de sa population, il affirme que « Les Arméniens de l'enclave ont choisi de partir après leur défaite. Ils pouvaient rester, ils n'auraient pas été persécutés. ». Il fait aussi la promotion de l'Azerbaïdjan et de sa capitale, Bakou, qui serait « une ville modèle pour le monde musulman » et se félicite des progrès démocratiques supposés du pays.

### Occupation d'un logement social
En mai 2022, Mediapart révèle qu'il réside depuis 25 ans dans un logement à loyer intermédiaire du parc social Paris Habitat de 95 m2 pour lequel il paye un loyer de 971 € par mois alors que le loyer pour un tel logement avoisinerait au minimum les 2 300 € mensuels dans le privé, selon le site d'investigation. Ce logement a été attribué à sa compagne en 1997 et lorsqu'il s'est déclaré co-occupant, il n'a pas signalé ses revenus. Paris Habitat lui demande de quitter le logement. Le logement est libéré le 9 février 2023 pour laisser place à un nouveau locataire.

### Autres dossiers
En 2004, il vote la loi sur les signes religieux à l'école, comme son groupe, après avoir fait état de son scepticisme.
En 2005, il s'oppose au traité établissant une Constitution pour l'Europe, et soutient le « non » au référendum de mai.
Le 25 juin 2013, il est le seul député du groupe groupe Socialiste, républicain et citoyen à s'abstenir sur le projet de loi sur la transparence de la vie publique, aucun membre du groupe ne votant contre.

## Anciens mandats
De mars 1983 à mars 1989, il est membre du Conseil municipal de Jarnac (Charente).
Il est élu député pour un premier mandat en juin 1988, puis enchaîne les mandats depuis l'année 1997. A l'été 2017, il est réélu député de la 3e circonscription de la Charente face à la candidate LREM Madeleine Ngombet,, ancienne vice-présidente socialiste du Conseil régional de Poitou-Charentes. Il devient alors le détenteur du record d'ancienneté à l'Assemblée,.
Aux élections législatives de 2022, il finit quatrième du premier tour derrière les candidates RN, LREM, NUPES et termine ainsi son mandat de député.